# Лав Калда
Лав Калда (по рођењу: Леон Кац; Биловец, Аустроугарска, 10. септембар 1880 — Загреб, СФРЈ, 10. октобар 1956) био је југословенски архитекта.

## Биографија

### Порекло, детињство и школовање
Лав Калда рођен је 10. септембра 1880. године у јеврејској породици Кац, у моравском селу Биловец, за време Аустроугарске монархије. Породица Кац променила је презиме у Калда након преласка из јудаизма у евангеличку веру.  Завршио је Вишу државну трговинску школу у Брну. У Загреб је дошао привучен интензивном грађевинском активношћу, због које се у граду развио систем дизајнерских и грађевинских компанија, попут најистакнутијих  „Hönigsberg & Deutsch”. Позив Калди да дође у Загреб стигао је од архитекте Мартина Пилара, у којем је крајем 1901. године почео радити на изградњи куће. Схвативши Калдине способности, Пилар га је послао у Беч на даље школовање. У октобру 1903. Калда је почео да студира код професора Алфреда Кастелиза на Академији лепих умотворина у Бечу, у класи професора специјалне школе Виктора Лунца и Фридриха Охмана. После три године студија, Калда је 10. јула 1906. године добио „Austritts-Zeugnis“. Овај сертификат о завршеним шестсеместарском студијима професор класе Охман класе написао је о Калди: „... таленат изражен у најбољем светлу у решавању проблема награђиван једноставним погледима, промишљеним и свежим решењима“. Калдинове студије су пропраћене са две награде: 1904. године додељена му је престижна награда Фугерова медаља, која је подарена неким од највреднијих и најатрактивнијих дела. На крају студија, Калда је 1906. године добио и „Награду специјалне школе“, која се сваке године додељује у обе школе од 1891. године за завршне радове ученика.